# World Health Summit

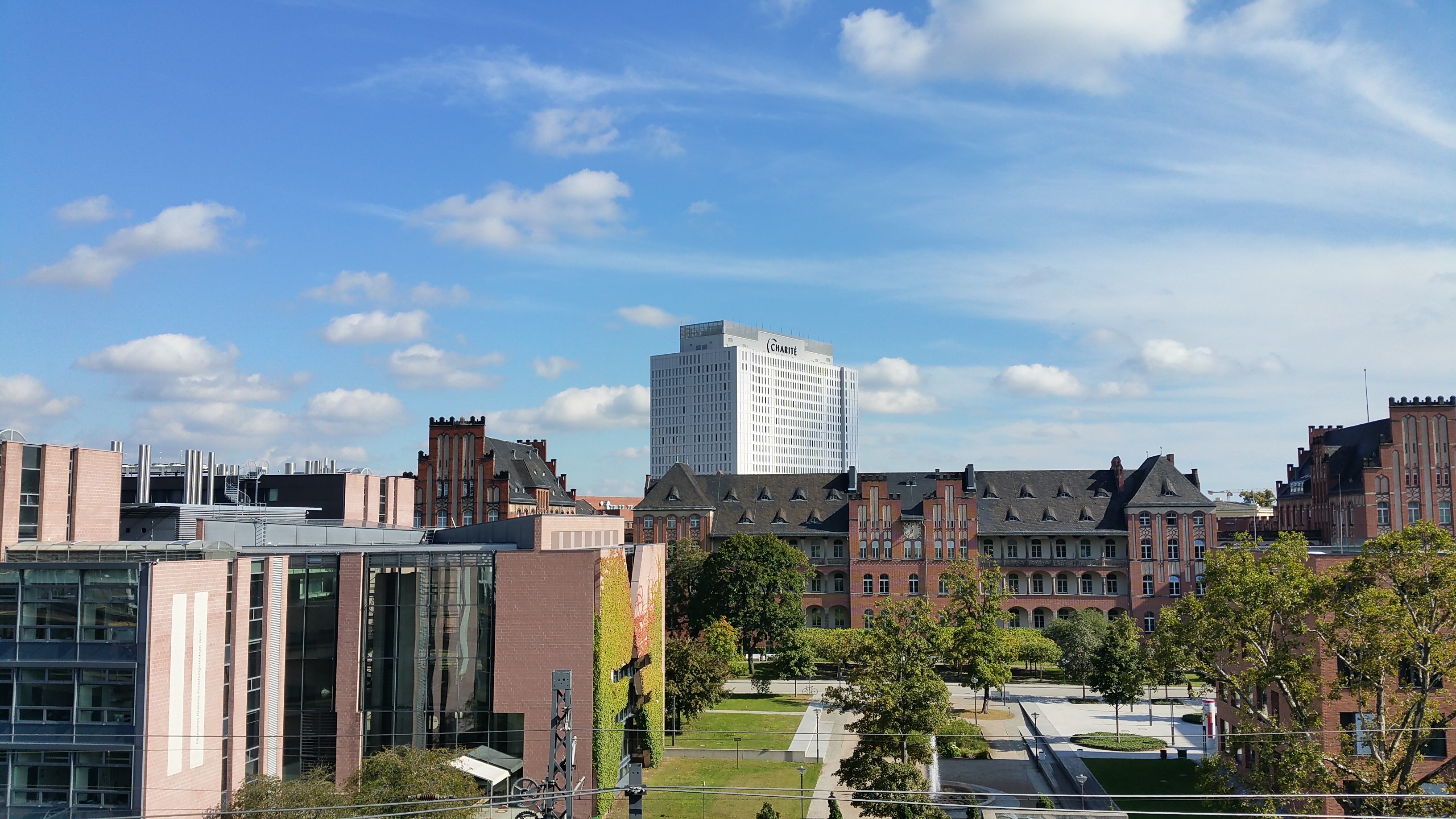
Hôpital universitaire de la Charité de Berlin, siège de la World Health Summit

Le World Health Summit (Sommet mondial de la santé) est une conférence internationale qui se tient à Berlin chaque mois d'octobre depuis 2009.

## Histoire
Ce sommet est devenu l'une des principales conférences mondiales concernant la santé. Elle s'est tenue pour la première fois à l'occasion du 300e anniversaire de la fondation de l'hôpital universitaire de la Charité de Berlin. 2 500 experts, originaires d'environ cent pays et issus des milieux de la science, des affaires, de la politique et de la société civile ont abordé les questions les plus importantes des soins de santé mondiaux et ont formulé des recommandations.
Dès le début, le World Health Summit a été placé sous le patronage du chancelier fédéral d'Allemagne et du président français. Depuis 2013, le président de la Commission européenne assume également le parrainage annuel et depuis 2019, le directeur général de l'Organisation mondiale de la santé (OMS) est également parrain du World Health Summit.
Le sommet a débuté en 2009, à l'occasion du 300e anniversaire de l'hôpital universitaire de la Charité de Berlin. Les fondateurs ont reconnu que si des rassemblements similaires de dirigeants étaient bien établis dans des domaines tels que le développement économique et la technologie, un forum mondial n'existait pas pour la pratique médicale, la recherche et les systèmes de soins de santé.[réf. nécessaire]
Le sommet a été établi sous le patronage de la chancelière allemande, Angela Merkel et du président de la République française, Nicolas Sarkozy. Son successeur, élu en 2012, le président François Hollande, a poursuivi le patronage tout comme Emmanuel Macron à compter de 2017.
Ils ont été rejoints en 2013 par José Manuel Barroso, président de la Commission européenne. Depuis 2019, le directeur général de l'Organisation mondiale de la santé (OMS), Tedros Adhanom, s'est joint en tant que parrain.
Quatre ministères du gouvernement de la République fédérale d'Allemagne soutiennent directement le sommet (Santé, Ministère des Affaires étrangères, Éducation et Recherche, Coopération économique et Développement)

## Mission
Selon l'énoncé de mission du Sommet mondial de la santé publié dans The Lancet en 2009, sa mission est conforme à la reconnaissance de la santé comme un droit humain fondamental par la Déclaration des droits de l'homme des Nations Unies (1948). À l'heure actuelle, plus de la moitié de la population mondiale ne reçoit pas de soins médicaux appropriés, c'est pourquoi les organisateurs du Sommet mondial de la santé considèrent que leur mission est d'améliorer les soins de santé dans le monde et de promouvoir un accès équitable aux médicaments et à la prévention. La réalisation de cette mission est considérée comme menacée par des problèmes non résolus et émergents tels que : « l'évolution démographique vers une société vieillissante ; le changement climatique et ses conséquences sur la santé qui se font déjà sentir ; de nouveaux types d'épidémies, telles que l'obésité, les maladies mentales -la santé, et la violence et les blessures, dans les pays développés et en développement, il éradique les maladies du VIH, de la tuberculose et du paludisme ; la hausse des coûts des soins de santé ; et la crise économique mondiale et ses graves menaces pour la santé des populations à travers le globe 

## Direction
Le Sommet mondial de la santé a été fondé par le professeur Dr Detlev Ganten, chercheur médical de carrière et président du conseil d'administration de la Fondation Charité, qui a occupé le poste de président du Sommet mondial de la santé de 2009 à 2020. À partir de 2021, le professeur Dr Axel Radlach Pries, doyen de la Charité - Universitätsmedizin Berlin, est le président permanent du Sommet mondial de la santé.
En plus du rôle du professeur Pries en tant que président permanent, la coprésidence tourne chaque année entre les membres de l'Alliance M8 des centres de santé universitaires, des universités et des académies nationales, qui, avec l'Union européenne et l'Organisation mondiale de la santé, est un contributeur aux thèmes et aux programmes du Sommet mondial de la santé.
Le coprésident international du Sommet mondial de la santé 2021, organisé du 24 au 26 octobre à Berlin est Isaac Kajja du Makerere University College of Health Sciences en Ouganda.
Les co-présidences annuelles ont été exercées par :
- Professeur Dr Axel Kahn ; Université Paris Descartes (désormais intégrée à l'association M8 Alliance de la Sorbonne ) ; 2009
- Professeur Dr Stephen K. Smith; Collège Impérial de Londres ; 2010
- Professeur Dr Steve Wesselingh; Université Monash (Australie); 2011 (Le professeur Dr Christina Mitchell a rempli le rôle de coprésidente pendant le Sommet proprement dit en l'absence du professeur Wesselingh)
- Professeur Dr Michael Klag; Université Johns Hopkins (États-Unis); 2012
- Professeur Dr John Eu Li Wong; Université nationale de Singapour (Singapour); 2013
- Professeur Dr José Otávio Costa Auler Jr.; École de médecine de l'Université de São Paulo (Brésil); 2014
- Professeur Dr Shunichi Fukuhara; École de santé publique, Université de Kyoto ; 2015
- Professeur Dr Antoine Flahault; Université de Genève (Suisse); 2016
- Professeur Dr Hélène Boisjoly; Université de Montréal (Canada); 2017
- Fernando Regateiro, Hôpitaux universitaires de Coimbra ; João Gabriel Silva, Université de Coimbra (Portugal) ; 2018
- Ali Jafarian, Université des sciences médicales de Téhéran (Iran) ; 2019
- Professeur Dr Charles Ibingira; École des sciences de la santé de l'Université de Makerere (Ouganda); 2020

L'Alliance M8 se compose de trente membres et observateurs affiliés répartis sur tous les continents [31]. Après le deuxième Sommet mondial de la santé 2010, l'Université de São Paulo et l'Université nationale de Singapour ont rejoint le réseau. L'Université de Montréal et l'Institut de Recherches Cliniques de Montréal ont suivi en 2012. Le premier représentant africain à nous rejoindre en 2013 était l'Université Makerere d'Ouganda. Le 17e membre est devenu l'Université de Genève en 2014, suivie en 2015 par la Fédération mondiale des institutions académiques pour la santé mondiale (WFAIGH) et à l'automne 2015 par l'Université nationale de Taiwan, Coimbra Health (Portugal) et l'Université Sapienza de Rome. En 2016, l' Université des sciences médicales de Téhéran a été admise, suivie en 2017 par l'Université d'Istanbul (Turquie) [22]. En 2019, le Karolinska Institute (Suède), la Milken Institute School of Public Health de l'Université George Washington, Washington, DC (États-Unis) et le Consortium of Universities for Global Health (CUGH) ont été ajoutés. En 2020, l'Institut international pour la santé mondiale de l'Université des Nations Unies et l'Université américaine de Beyrouth, au Liban, ont rejoint l'Alliance M8.
- Hôpital universitaire de la Charité de Berlin Berlin, Allemagne
- Université Johns Hopkins ( Bloomberg School of Public Health ), Baltimore, États-Unis
- Université de Kyoto (École supérieure de médecine), Japon
- Imperial College, Londres, Royaume-Uni
- London School of Hygiene and Tropical Medicine, Royaume-Uni
- Université Makarere, Kampala, Ouganda
- Université Monash de Melbourne, Australie
- Université de Montréal, Canada
- Institut de Recherches Cliniques de Montréal, Canada
- Sorbonne Paris Cité, France
- Université de São Paulo, Brésil
- Université nationale de Singapour (École de médecine Yong Loo Lin), Singapour
- Université de Genève, Suisse
- Hôpitaux universitaires de Genève, Suisse
- Institut universitaire de Genève, Suisse
- Panel médical interacadémique (IAMP)
- Fédération mondiale des institutions universitaires pour la santé mondiale (WFAIGH)
- Association internationale des centres de santé universitaires (AAHCI)
- Peking Union Medical College et Académie chinoise des sciences médicales
- Académie russe des sciences médicales , Moscou
- Coimbra Santé, Portugal
- Université La Sapienza de Rome, Italie
- Université nationale de Taïwan, Taïwan
- Université des sciences médicales de Téhéran, Iran
- Université d'Istanbul, Turquie
- Consortium des universités pour la santé mondiale (CUGH)
- Institut Karolinska, Suède
- École de santé publique du Milken Institute à l'Université George Washington, Washington, DC, États-Unis
- Université américaine de Beyrouth, Liban
- Institut international pour la santé mondiale de l'Université des Nations unies